# Grande Prêmio Princesa do Sul
Grande Prêmio Princesa do Sul é o evento turfístico mais importante do Jockey Club de Pelotas, e é disputado no Hipódromo da Tablada em pista de areia solta, desde sua primeira realização. Reúne cavalos thoroughbred de qualquer procedência de tres anos e mais idade. Inscrevem-se animais em campanha no Brasil, e, pela proximidade geográfica, Uruguai e Argentina, sendo para muitos destes animais a porta de entrada para o Brasil. Entre os ganhadores estão animais de campanha clássica e futuros reprodutores.
A primeira disputa ocorreu em 1936, na distância de 2.450m, com 20 mil reis de premiação ao vencedor. De lá para cá,  não foi realizado em 1968 , por proibicao do trânsito de equinos no Brasil, e em 2010, por proibicao do Jockey Club de Pelotas de realizar corridas com venda de apostas naquele ano . De 1937 a 1953 foi disputado em 2100 metros. De 1954 a 1965 foi disputado em 3000 metros . De 1966 a 1988 foi disputado em 2300 metros. De 1989 a 2008 foi disputado em 2100 metros.  Desde 2010 é disputado em 2.200 metros.

## Data da competição
Em 2011 : 10 de abril. Em 2012 : 6 de maio. Em 2013 : 7 de abril. Em 2014 : 13 de abril . Em 2015 : 20 de abril.

## Histórico da Competição
O primeiro Princesa , em 1936, foi vencido pelo uruguaio Cabileño (filho do argentino Caid) com o jóquei Lilly Vieira.

## Resultados
Descrição em sequencia histórica e agrupados pela distância do percurso::  ano da disputa, nome do vencedor, tempo medido em segundos e quintos de segundo:

### 2450m
1936 CABILEÑO ( CAID & KABILLA ) , VANIDOSO , SISTRO , 2450m 154s1/5 . 

Hipódromo da Tablada - Pelotas, 08 de Março de 1936
Páreo “GRANDE PREMIO PRINCEZA DO SUL”
2.450 metros - Areia Leve
Para animais de qualquer procedência, de qualquer idade. 
“Handicap” Limitado de 46 a 62 kilos.
Prêmios: 20:000$000, 3:500$000 e 1:500$000
1º CABILEÑO, 50 kg,, masc. tostado, 6 anos,
Uruguai, P.S., por Caid e Kabilla.
Proprietário: Manoel dos Santos Fonseca.
Treinador: Pedro Silva.
Jóquei: Lily Vieira.
2º VANIDOSO, 59 kg, jq.: A.Falcón;
3º SISTRO, 48 kg, jq.: G.Silva;
4º ASTRO, 50 kg, jq.: J.Marques;
5º KOSMOS, 59 kg, jq.: P.Pereira;
6º OBOÉ, 52 kg, jq.: T.Torilla;
7º BON AMI, 50 kg, jq.: E.Machado;
8º BENTANCOUR, 58 kg, jq.: J.Caetano;
9º MARIANO, 54 kg, jq.: N.Bolonia;
10º FONTINA, 52 kg, jq.: A.Galvão;
11º CHARMER, 54 kg, jq.: M.Bentancour;
12º MADCAP, 53 kg, jq.: A.Oliveira.
Não correram: NILO e SANTULÓN.
Ganho por cabeça. O 2º para o 3º 4 corpos.
Tempo: 154” 1/5. (Record)
Rateios: Poules: Simples - n. 4 --370$500 / Dupla - n. 2-3 --168$500.
Movimento do páreo: 37:760$000.

| Ano  | Vencedor | País | Pai  | País | Égua Mãe | País | Dist   | 2° lugar | 3° lugar | Tempo   |
| ---- | -------- | ---- | ---- | ---- | -------- | ---- | ------ | -------- | -------- | ------- |
| 1936 | CABILEÑO |      | CAID |      | KABILLA  |      | 2450mt | VANIDOSO | SISTRO   | 154s1/5 |

### 2100m
1937 MARIANO (  ENZO & LA PINTA ) , 2.100m , QUEÑI , MARROEIRO , 132s. 

Hipódromo da Tablada - Pelotas, 14 de Março de 1937
Páreo “GRANDE PREMIO PRINCEZA DO SUL”
2.100 metros - Areia Leve
Para qualquer animal, em “Handicap” limitado de 46 a 62 kilos
Prêmios: 20:000$000, 4:000$000 e 1:000$000
1º MARIANO, 54 kg,, masc. castanho, 6 anos,
Uruguai, P.S., por Enzo e La Pinta 2ª.
Proprietário: Stud A.B.C.
Treinador: Rodolpho Pereira.
Jóquei: Leonel Alves Pereira.
2º QUEÑI, 51 kg, jq.: J.Marques;
3º MARROEIRO, 46/48 kg, jq.: J.Cuadro;
4º BELLUTA, 44 kg, jq.: A.Machado (ap.);
5º ZARCILLO, 54 kg, jq.: A.Oliveira;
6º BAGUNZA, 55 kg, jq.: A.Moreno;
7º LA ASTUTA, 60 kg, jq.: A.Falcón;
8º ASTILLERO, 46/49 kg, jq.: E.Machado;
9º CONFESIÓN, 48 kg, jq.: L.Vieira;
10º KOSMOS, 60 kg, jq.: P.Pereira;
11º VANIDOSO, 57 kg, jq.: M.Bentancour;
12º ASSIS BRASIL, 51 kg, jq.: M.Oliveira.
Não correu: PIPETA.
Ganho por 1 corpo 1/2. O 2º para o 3º 4 corpos.
Tempo: 132”. (Record)
Rateios: Poules: Simples - n. 5 --111$000 / Dupla - n. 1-2 -- 53$000.                          Placês: Queñi  -n. 3 -- 122$400 / Mariano -n. 5 - 33$000 /Marroeiro-n.6-234$000
Movimento do páreo:   24:376$000.
Movimento de remates: 5:760$000.

| Ano  | Vencedor     | País | Pai          | País | Égua Mãe      | País | Dist    | 2° lugar    | 3° lugar          | Tempo    |
| ---- | ------------ | ---- | ------------ | ---- | ------------- | ---- | ------- | ----------- | ----------------- | -------- |
| 1937 | MARIANO      |      | ENZO         |      | LA PINTA      |      | 2.100mt | QUEÑI       | MARROEIRO         | 132s     |
| 1938 | YONOSE       |      | YEOMANSTOWN  |      | MUY LINDA     |      | 2100mt  |             |                   | 131s1/5  |
| 1939 | ZAPACAI      |      |              |      |               |      | 2100mt  |             |                   | 132s2/5  |
| 1940 | DANUBIO      |      | PANTERA      |      | DESDENOSA     |      | 2100mt  | ITAIPU (dh) |                   | 133s4/5  |
| 1941 | EL GLORIOUS  |      | EL CATORCE   |      | VALENTINA     |      | 2100mt  |             |                   | 131s2/5  |
| 1942 | REALCE       |      | RADIANCE     |      | VIOLETA DOBLE |      | 2100mt  |             |                   | 132s     |
| 1943 | EN PUERTA    |      | YEOMANSTOWN  |      | EN TRES       |      | 2100mt  |             |                   | 132s2/5  |
| 1944 | LISTO        |      |              |      |               |      | 2100mt  |             |                   | 136s     |
| 1945 | MANDARIAGA   |      |              |      |               |      | 2100mt  | GULLIVER    |                   | 133s1/5  |
| 1946 | MANICOMIO    |      | BABER SHAH   |      | MI RAPAZA     |      | 2100mt  |             |                   | 134s2/5  |
| 1947 | HALCON NEGRO |      | ROLANDO      |      | JURUNA        |      | 2100mt  | MANDARIAGA  | ESDEDOS           | 132s 2/5 |
| 1948 | SOMMELIER    |      | PONT LEVEQUE |      | LA CAVE       |      | 2100mt  |             |                   | 132s     |
| 1949 | BANFIELD     |      | MENESTRELLO  |      | BELTZA        |      | 2100mt  |             |                   | 133s     |
| 1950 | REGANO       |      | IPE          |      | RECAIDA       |      | 2100mt  | CRAVETE     | RIFLE             | 131s     |
| 1951 | ZORRON       |      |              |      |               |      | 2100mt  |             |                   | 132s4/5  |
| 1952 | RECIO        |      | ROMANTICO    |      | FATALISTA     |      | 2100mt  | LUCERN      | QUATORZE DE JULHO | 132s     |
| 1953 | DANSARINO    |      | NEW YEAR     |      | MARL          |      | 2100mt  |             |                   | 132s4/5  |

### 3000m
| Ano  | Vencedor    | País | Pai          | País | Égua Mãe     | País | Dist   | 2° lugar    | 3° lugar  | Tempo   |
| ---- | ----------- | ---- | ------------ | ---- | ------------ | ---- | ------ | ----------- | --------- | ------- |
| 1954 | CARICIA     |      | SAINT FILLAN |      | CALLEJERA    |      | 3000mt |             |           | 193s2/5 |
| 1955 | MURITI      |      | MEULEN       |      |              |      | 3000mt |             |           | 194s2/5 |
| 1956 | KAYAK       |      | FELICITATION |      | KOPAIS       |      | 3000mt |             |           | 193s4/5 |
| 1957 | GATO MONTEZ |      |              |      |              |      | 3000mt |             |           | 194s2/5 |
| 1958 | MY KING     |      | MY LORD      |      | MAR CHIQUITA |      | 3000mt |             |           | 194s1/5 |
| 1959 | DEPUTADO    |      |              |      |              |      | 3000mt |             |           | 196s1/5 |
| 1960 | COMPONENTE  |      |              |      |              |      | 3000mt | LORD CHANEL |           | 196s2/5 |
| 1961 | STAR MARON  |      | BALCON       |      | MARON STAR   |      | 3000mt |             | MONTIGO   | 198s1/5 |
| 1962 | LORD CHANEL |      | LORD ANTIBES |      | ALMA DE OURO |      | 3000mt |             |           | 197s    |
| 1963 | UBAIBAS     |      | BLACKAMOOR   |      | FARRISTA     |      | 3000mt |             |           | 199s4/5 |
| 1964 | FIREBIRD    |      | AWAY         |      | CARISSIMA    |      | 3000mt | FILBAS      |           | 197s    |
| 1965 | INVITADA    |      | RIGOBERTO    |      | SOCIABLE     |      | 3000mt |             | TEM TEMPO | 197s    |

### 2300m
| Ano  | Vencedor          | País | Pai           | País | Égua Mãe       | País | Dist   | 2° lugar   | 3° lugar | Tempo   |
| ---- | ----------------- | ---- | ------------- | ---- | -------------- | ---- | ------ | ---------- | -------- | ------- |
| 1966 | CALLAO            |      | CASTIGO       |      | CALLEJUELA     |      | 2300mt |            |          | 147s3/5 |
| 1967 | TURISMO           |      | SIMPSON       |      | ORANGE BLOSSOM |      | 2300mt |            |          | 146s /5 |
| 1968 | não houve corrida |      |               |      |                |      |        |            |          |         |
| 1969 | GOBELIM           |      | FASTENER      |      | BALLADE        |      | 2300mt | KING TWIST |          | 146s    |
| 1970 | KING SCOTCH       |      | TAKT          |      | DROSERA        |      | 2300mt | KING TWIST |          | 147s    |
| 1971 | GADITANO          |      | YAL           |      | GUERRILLA      |      | 2300mt |            |          | 151s2/5 |
| 1972 | LEXICON           |      | ULTRA         |      | LA DERNIERE    |      | 2300mt |            |          | 145s    |
| 1973 | MENSAJERO         |      | PENTAPOLIN    |      | MUNEQUITA      |      | 2300mt |            |          | 146s    |
| 1974 | CHILENO           |      | CANDANGO      |      | DAJA           |      | 2300mt |            |          | 146s4/5 |
| 1975 | LOCOMOTOR         |      | LACYDON       |      | RETORICA       |      | 2300mt |            |          | 147s1/5 |
| 1976 | DON TIBAGI        |      | DON BOLINHA   |      | DAMA DA NOITE  |      | 2300mt |            |          | 148s    |
| 1977 | SUNNY JOE         |      |               |      |                |      | 2300mt |            |          | 143s    |
| 1978 | PAKITO            |      |               |      |                |      | 2300mt |            |          | 144s    |
| 1979 | REIDE             |      | WALDMEISTER   |      | JABA           |      | 2300mt |            |          | 146s    |
| 1980 | SANG-CHAUD        |      | VASCO DE GAMA |      | SANG FROID     |      | 2300mt | ALNOR      | NEGOCIAO | 150s    |
| 1981 | LUSI              |      | ORTILE        |      | SUCIA          |      | 2300mt |            |          | 149s    |
| 1982 | HELICOPTERO       |      | ZALUAR        |      | BIOTITA        |      | 2300mt |            |          | 147s    |
| 1983 | ENGATE            |      | ULEANTO       |      | GALANGA        |      | 2300mt |            |          | 147s4/5 |
| 1984 | EDICION           |      | SELIM         |      | EDILUNA        |      | 2300mt | TIROTEANDO |          | 150s    |
| 1985 | LIFE BELT         |      | ARNALDO       |      | OIAMPI         |      | 2300mt |            |          | 147”2/5 |
| 1986 | VIAVEL            |      | WALDMEISTER   |      | MISTOME        |      | 2300mt |            |          | 148"2/5 |
| 1987 | NARRAGANSET       |      | HANG TEN      |      | LA REATA       |      | 2300mt |            |          | 147s    |
| 1988 | PONCHE VILLE      |      | HEAD TABLE    |      | PHILANTA       |      | 2300mt |            |          | 147”    |

### 2100m
| Ano  | Vencedor         | País | Pai                | País | Égua Mãe          | País | Dist   | 2° lugar         | 3° lugar         | Tempo   |
| ---- | ---------------- | ---- | ------------------ | ---- | ----------------- | ---- | ------ | ---------------- | ---------------- | ------- |
| 1989 | KEAGRAVO         |      | BAR GOLD           |      | HAY GURIA         |      | 2100mt |                  |                  | 133s4/5 |
| 1990 | LESTEUR          |      | KONIGSSEE          |      | ELIDORA           |      | 2100mt |                  |                  | 137s    |
| 1991 | FOUR MILLION     |      | GHADEER            |      | TERINA            |      | 2100mt |                  |                  | 133s    |
| 1992 | BALLON ROUGE     |      | EXECUTIONER        |      | NEAR YOU          |      | 2100mt |                  |                  | 134s    |
| 1993 | IPAO             |      | COPELAN            |      | BELLA SOLA        |      | 2100mt |                  |                  | 131s    |
| 1994 | JACK JONES       |      | SHARANNPOUR        |      | DAME DE BEAUTE    |      | 2100mt |                  |                  | 134s    |
| 1995 | CHECK CONTROL    |      | IMPRUDENT          |      | LARK DIORAMIM     |      | 2100mt | RISK BUSINESS    |                  | 135s    |
| 1996 | CANADIAN HOPE    |      | DESPACITO          |      | BOTICA            |      | 2100mt | QUINTUS MAGNUS   |                  | 136s1/5 |
| 1997 | BIG KADU         |      | ROBA FINA          |      | BIG PITUCA        |      | 2100mt | CALL ME FURY     |                  | 134s    |
| 1998 | INDULGENTE       |      | ROBA FINA          |      | LA VORIA          |      | 2100mt | GUAPA MOZA       | CHE LAZY         | 136s    |
| 1999 | JOHN TROYANOS    |      | TROYANOS           |      | SWEET CANDLE      |      | 2100mt | QUEMAY           |                  | 138s1/5 |
| 2000 | RYDER CUP        |      | GHADEER            |      | DOUCE CHRIS       |      | 2100mt | TIME SWITCH      | ASICS NIGHT      | 134s4/5 |
| 2001 | AUTOBELLE        |      | CLACKSON           |      | KEVENCE           |      | 2100mt | CHE LAZY         | KALIDANZ         | 137s4/5 |
| 2002 | HARD BACK        |      | EXILE KING         |      | LATE CONTROL      |      | 2100mt | AUTOBELLE        | SWISS KNIFE      | 134s3/5 |
| 2003 | GANGES RIVER     |      | CLACKSON           |      | MISS DANI         |      | 2100mt | GUAPO DOS PAMPAS | ZECOLMEIA        | 137s3/5 |
| 2004 | IMMINENT DANGER  |      | FALCON JET         |      | ELEGANT PROVINCIA |      | 2100mt | ULUAR            | HARD BACK        | 134s1/5 |
| 2005 | HEY WILLIE       |      | OUR CAPTAIN WILLIE |      | DAMA DA PISTA     |      | 2100mt | LUMUMBA          | EQUINOX          | 134s2/5 |
| 2006 | UCRANE FALCON    |      | NOW LISTEN         |      | OUTSIDER DAME     |      | 2100mt | MONTE GRIS       | PISA ACELERADO   | 135s    |
| 2007 | PISA ACELERADO   |      | MANE MINISTER      |      | PILAR BAY         |      | 2100mt | JUMP BAIL        | GUAPO DOS PAMPAS | 135s    |
| 2008 | OSBABADO         |      | NOTATION           |      | TONALIDADE        |      | 2100mt | DUBAI            | TALENTO MIL      | 134s3/5 |
| 2009 | REALLY THE FIRST |      | SHUDANZ            |      | JUST THE FIRST    |      | 2100mt | PEGADOR          | WORLD DISORDER   | 136s1/5 |

### 2200m
| Ano  | Vencedor          | País        | Pai                                | País         | Égua Mãe                           | País           | Dist           | 2° lugar                             | 3° lugar                            | Tempo             |
| ---- | ----------------- | ----------- | ---------------------------------- | ------------ | ---------------------------------- | -------------- | -------------- | ------------------------------------ | ----------------------------------- | ----------------- |
| 2010 | não foi realizado | ........... | .................................. | ............ | .................................. | .............. | .............. | .................................... | ................................... | ................. |
| 2011 | ASK ME NOT        |             | ARACAI                             |              | ASSAI BELLA                        |                | 2200mt         | GOOD FEELING                         | MESTRE CEU                          | 140s              |
| 2012 | THE ANGLER        |             | AMIGONI                            |              | CHOICE SUSHI                       |                | 2200mt         | ED MORT                              | REAL ESTATE                         | 140s2/5           |
| 2013 | JOINT CHIEF       |             | YAGLI                              |              | JOINT DEGREE                       |                | 2200mt         | ESCROW                               | HALLOX                              | 141s              |
| 2014 | KENTUCKY CROWN    |             | RED RUNNER                         |              | PLEASANT TALE                      |                | 2200mt         | CAAPUA                               | DESEJADO PUNK                       | 144s              |
| 2015 | NORTHLAND         |             | FIRST AMERICAN                     |              | INDIA PEREGRINA                    |                | 2200mt         | DESEJADO PUNK                        | PAPAO                               | 142s              |